# Świerzno (Miastko)
Świerzno (deutsch Groß Schwirsen) ist ein Ort in der polnischen Woiwodschaft Pommern. Er gehört zur Stadt- und Landgemeinde Miastko (Rummelsburg) im Powiat Bytowski (Bütower Kreis).

## Geographische Lage
Das Kirchdorf liegt in Hinterpommern, etwa zwölf Kilometer nordwestlich von Miastko (Rummelsburg) und 21 Kilometer nordöstlich von Bobolice (Bublitz).
Nachbarorte sind Nowy Żelibórz (Selberg B) im Westen, Biała (Bial) und Świerzenko (Klein Schwirsen) im Norden, Kawcze (Kaffzig) im Osten und Bobięcino (Papenzin) im Süden.

## Geschichte

Groß Schwirsen (Gr. Schwirsen) und Klein Schwirsen (Kl. Schwirsen), nordwestlich der Stadt Rummelsburg, auf einer Landkarte von 1915

Groß Schwirsen (Gr.-Schwirsen) und Klein Schwirsen (Kl.-Schwirsen), nordwestlich der Stadt Rummelsburg, auf einer Landkarte von 1910

Das Dorf wurde im Jahre 1477 als Besitz der Lettows erstmals urkundlich erwähnt. 1590 bei einer Kirchenvisitation werden zwölf Bauern, vier Kossäten und eine Mühle genannt, 1717 sind es nur noch neun Bauern, aber sechs Kossäten. Die 1825 noch vorhandenen elf Niedersachsenhäuser wiesen auf die Herkunft ihrer Bewohner hin.
Am Ende des 18. Jahrhunderts sind neun Bauern und sieben Kossäten registriert, dazu zwei Vorwerke, ein Prediger, ein Küster und eine Schmiede sowie das Vorwerk Mallenzin.
Bereits im Jahre 1519 verkaufte Mickes Lettow sein Dorf und Gut Groß Schwirsen an Lütcke Massow, Hauptmann in Rügenwalde. Einen kleinen Anteil von Groß Schwirsen besaß Michel Lettow zu Plötzig. In der Familie Massow blieb der Besitz bis zum 23. September 1930, als er an die Gemeinnützige Siedlungsgesellschaft ging, die ihn 1931 in 17 Rentengüter umwandelte.
Hatte Groß Schwirsen im Jahre 1812 noch 211 Einwohner, so stieg die Zahl bis 1871 auf 566, und 1925 betrug sie 600 (bei 72 Wohnhäusern).
Anfang der 1930er Jahre hatte die Landgemeinde Groß Schwirsen eine Flächengröße von 17,9 km². Innerhalb der Gemeindegrenzen standen zusammen 72 bewohnte Wohnhäuser an vier verschiedenen Wohnstätten:
1. Groß Schwirsen
2. Mallenzin
3. Scharbnitz A
4. Scharbnitz B

Um 1935 hatte Groß Schwirsen u. a. einen Gasthof, ein Bankgeschäft, eine Spiritusbrennerei, eine Stellmacherei und eine Tischlerei.
Im Jahr 1945 gehörte Groß Schwirsen zum Landkreis Rummelsburg i. Pom. im Regierungsbezirk Köslin der preußischen Provinz Pommern des Deutschen Reichs. Groß Schwersin war Sitz des Amtsbezirks Groß Schwersin.
Gegen Ende des Zweiten Weltkriegs wurde Groß Schwersin Anfang März 1945 von der Roten Armee eingenommen. Anschließend wurde Groß Schwersin zusammen mit ganz Hinterpommern von der Sowjetunion der Volksrepublik Polen zur Verwaltung überlassen. Es begann danach allmählich die Zuwanderung von Polen. Die einheimische Bevölkerung wurde in der Folgezeit von der polnischen Administration vertrieben. Der Ortsname wurde zu „Świerzno“ polonisiert.
Die Ortschaft ist heute ein Ortsteil der Stadt- und Landgemeinde (Gmina) Miastko (Rummelsburg) im Powiat Bytowski der Woiwodschaft Pommern (bis 1998 Woiwodschaft Stolp). Hier leben heute etwas mehr als 200 Menschen.

### Demographie
| Jahr | Einwohner | Anmerkungen |
| ---- | --------- | --- |
| 1782 | –         | altes Massowsches Lehen, mit zwei herrschaftlichen Höfen oder Vorwerken, eine Wassermühle, einem Prediger, einem Küster, neun Bauernhöfen, sieben Kossäten, einer Schmiede, auf der Feldmark dem Vorwerk Mallenzin, das aus zwei Verwalterhöfen besteht, 19 Feuerstellen (Haushaltungen) und einer zur Schlaweschen Synode gehörigen Mutterkirche, im Besitz des George Conrad von Massow befindlich |
| 1818 | 186       | Kirchdorf, adlige Besitzung, zum Kirchspiel Groß Schwirsen gehörig |
| 1825 | 213       | Ortschaft (in alten Urkunden Zwirsen genannt) mit den Vorwerken Paßhof, Mallenzin und Wilhelmshof sowie einer Wassermühle und einer Mutterkirche |
| 1852 | 409       | Dorf |
| 1864 | 501       | am 3. Dezember, davon 228 im Gemeindebezirk und 273 im Gutsbezirk |
| 1867 | 561       | am 3. Dezember, davon 267 in der Landgemeinde und 294 im Gutsbezirk |
| 1871 | 566       | am 1. Dezember, davon 278 (sämtlich Evangelische) in der Landgemeinde und 288 (285 Evangelische, drei Juden) im Gutsbezirk |
| 1885 | 629       | am 1. Dezember, davon 311 (sämtlich Evangelische) in der Landgemeinde und 318 (313 Evangelische, fünf Juden) im Gutsbezirk. |
| 1895 | 566       | am 2. Dezember, davon 310 (sämtlich Evangelische) in der Landgemeinde und 256 (sämtlich Evangelische) im Gutsbezirk |
| 1910 | 510       | am 1. Dezember, davon 276 im Dorf und 234 auf dem Gutsbezirk |
| 1925 | 600       | darunter 587 Evangelische und 13 Katholiken |
| 1933 | 570       | [ 14 ] |
| 1939 | 545       | [ 14 ] |

## Kirche

### Pfarrkirche
Die 1710/11 neu erbaute Fachwerkkirche, deren Turm schon im Jahr 1705 neu erbaut worden war, wurde 1844 im Westen durch einen Backsteinbau ergänzt. Der Altar aus dem Anfang des 18. Jahrhunderts hat plumpe Seitenteile, die wohl 1755 der Schnitzer und Maler Kaiser aus Bublitz angefertigt hat.
Mehr als 230 Jahre war die Groß Schwirsener Kirche ein evangelisches Gotteshaus. Nach 1945 wurde sie zugunsten der Katholischen Kirche in Polen zwangsenteignet.

### Kirchspiel bis 1945
Die vor 1945 anwesende Bevölkerung in Groß Schwirsen war fast ausnahmslos evangelischer Konfession. Die evangelische Kirchengemeinde Groß Schwirsen war ursprünglich eine Tochtergemeinde von Pritzig. Im Jahre 1576 wurde sie jedoch selbständig, und die Orte Bial, Gadgen, Kaffzig, Klein Schwirsen, Mallenzin, Peierzig und Sellberg B wurden eingepfarrt. Der Bestand an Kirchenbüchern reichte bis 1668 zurück.
Das evangelische Kirchspiel Groß Schwirsen gehörte zum Kirchenkreis Rummelsburg im Ostsprengel der Kirchenprovinz Pommern der Kirche der Altpreußischen Union. Im Jahre 1940 lebten 2050 Gemeindeglieder hier.
Das katholische Kirchspiel war in Rummelsburg i. Pom.

### Kirchspiel seit 1946
Die seit 1945 und Vertreibung der Einheimischen hier lebenden Polen sind mehrheitlich katholisch. Von den hier lebenden katholischen Polen wurde die
Dorfkirche nach 1945 unter dem Namen Kościół pw. Niepokalanego Serca NMP neu geweiht.
Świerzno ist Pfarrsitz der katholischen Pfarrgemeinde im Dekanat Polanów (Pollnow) des Bistums Köslin-Kolberg der Katholischen Kirche in Polen.
Hier lebende evangelische Gemeindeglieder werden vom Pfarramt der Kreuzkirche in Słupsk (Stolp) in der Diözese Pommern-Großpolen der Evangelisch-Augsburgischen Kirche in Polen betreut.

### Pfarrer von der Reformation bis 1945
Zwischen 1576 und 1945 amtierten in Groß Schwirsen als evangelische Geistliche:
- Daniel Papke, 1576–1606
- Joachim Rudenick, 1606–1631
- Joachim Koch, 1632–1667
- Andreas Strenge, 1668–1717
- Stephanus Jakob Ferner, 1718–1778
- Gottlieb Rudolf Viktor Wwerckmeister, 1779–1811
- Georg Wilhelm Heinrich Löck, 1813–1815
- Carl Wilhelm Harthausen, 1817–1821
- Ernst Friedrich Eichler, 1821–1858
- Gustav Traugott Belling, 1859–1863
- Karl Friedrich Hübner, 1863–1868
- August Heinrich Schwantes, 1869–1901
- Friedrich Adolf Wilhelm Busch, 1901–1911
- Georg Meyer, 1911–1945

## Schule
Bereits im Jahre 1769 bestand in Groß Schwirsen eine Schule, als nämlich angeordnet wurde, dass die Sommerschule an Sonntagen gehalten werden sollte. Dazu kamen auch die Kinder aus Kaffzig, Klein Schwirsen und Mallenzin.
Im Jahre 1797 bekam der Ort ein neues Schulgebäude; 1925/26 musste ein Neubau errichtet werden. 1937 gab es hier zwei Lehrer, die 108 Schulkinder unterrichteten.

## Verkehr
Der Ort liegt an einer Nebenstraße, die die Woiwodschaftsstraße 205 (Darłowo (Rügenwalde) – Sławno (Schlawe) – Bobolice (Bublitz)) bei Żydowo (Sydow) in der Woiwodschaft Westpommern mit der Woiwodschaftsstraße 206 (Koszalin (Köslin) – Polanów (Pollnow) – Miastko) bei Kawcze (Kaffzig) miteinander verbindet.
Die nächste Bahnstation ist Kawcze (3 km) an der PKP-Linie 405 (Piła (Schneidemühl) – Szczecinek (Neustettin) – Miastko – Słupsk (Stolp) – Ustka (Stolpmünde)).

## Persönlichkeiten
- Witzke von Vorbeck (* um 1379), war Gutsherr auf Groß und Klein Schwirsen, Drawehn, Karzenburg, Klenzin und Plötzig, Polnischer Starost, Rat des Herzogs Bogislaw IX., vermählt mit Anna Osten aus Woldenburg[16]